# Dardara (documental)
Dardara és una pel·lícula documental de 2021 dirigida per Marina Lameiro, que narra la trajectòria del grup musical Berri Txarrak.

## Sinopsi
El 2019, Berri Txarrak va pujar a l'escenari per última vegada. L'última actuació va ser a Pamplona, al pavelló Navarra Arena, i amb un públic de 11.000 espectadors, com a final de la gira «ikusi arte». El tema principal de la pel·lícula és la gira amb aquest concert, però Dardara va més enllà. La producció està organitzada per la directora Marina Lameiro, a partir de les múltiples paraules i reflexions de Gorka Urbizu, i convida a reflexionar sobre tot allò que encaixa en el triangle entre el creador, l'obra i el destinatari. I d'aquestes tres nanses, la que pertany als aficionats porta més pes; de fet, la cineasta se centra en els seguidors de Berri Txarrak i la seva diversitat.